# Mellbergs-Fäbodtjärnen
Mellbergs-Fäbodtjärnen är en sjö i Timrå kommun i Medelpad och ingår i Indalsälvens huvudavrinningsområde.